# Берёзовка (Калинковичский район)
Берёзовка (бел. Бярозаўка) — деревня в Юровичском сельсовете Калинковичского района Гомельской области Беларуси.
Неподалёку расположено месторождение железняка.

## География

### Расположение
В 39 км на юго-восток от районного центра и железнодорожной станции Калинковичи (на линии Гомель — Лунинец), 162 км от Гомеля.

### Гидрография
На юге и востоке мелиоративные каналы.

## Транспортная сеть
Транспортные связи по просёлочной, затем автомобильной дороге Калинковичи-Хойники. Планировка состоит из 3 частей: восточной (дугообразная улица с широтной ориентацией), средней (прямолинейная улица меридиональной ориентации) и западной (к короткой присоединяются таких же размеров улицы с северо-запада и запада). Застройка преимущественно двусторонняя, деревянная усадебного типа.

## История
В 0,5 км на восток от деревни обнаружены следы поселения неолита, что свидетельствует о заселении этих мест с давних времён. По письменным источникам известна с XVIII века как деревня в Речицком повете Минского воеводства Великого княжества Литовского.
После 2-го раздела Речи Посполитой (1793 год) в составе Российской империи. В 1811 году владение Аскерко. Помещик Пржибара владел в деревне 1610 десятинами земли, маслабойней, конной мельницей и трактиром. Под 1885 год обозначена как деревня в Юровичском церковном приходе. Согласно переписи 1897 года в Юровичской волости, работали школа грамоты, хлебозапасный магазин.
С 20 августа 1924 года центр Березовского сельсовета Юровичского, с 3 июля 1939 года Калинковичского района Речицкого, с 9 июня 1927 года Мозырского (до 26 июля 1930 года и с 21 июня 1935 года до 20 февраля 1938 года) округа, с 20 февраля 1938 года Полесской, с 8 января 1954 года Гомельской областей.
Рядом в начале 1920-х годов основана деревня Новая Берёзовка. Согласно переписи 1926 года деревни Старая Берёзовка, Новая Берёзовка. В 1929 году организованы колхозы «Красная Берёзовка» и имени К. Я. Ворошилова, работали ветряная мельница, 2 кузницы, начальная школа, преобразованная затем в 7-летнюю (в 1935 году 291 ученик). Во время Великой Отечественной войны оккупанты сожгли деревню. В боях около Берёзовки погибли 168 советских солдат (похоронены в братской могиле на кладбище). 140 жителя погибли на фронте и в партизанской борьбе. В декабре 1966 года деревни Старая Берёзовка и Новая Берёзовка были объединены в один населённый пункт Берёзовка. В 1970 году центр колхоза «50 лет БССР». Расположены средняя школа, клуб, библиотека, фельдшерско-акушерский пункт, отделение связи, автомат. телефонная станция, магазин.
До 28 ноября 2013 года была центром Берёзовского сельсовета. После упразднения сельсовета присоединена к Юровичскому сельсовету.

## Население
- 1834 год — 42 двора.
- 1897 год — 82 двора, 497 жителей (согласно переписи).
- 1908 год — 90 дворов.
- 1926 год — в деревнях Старая Берёзовка 785 жителей, Новая Берёзовка 226 жителей.
- 1930 год — 97 дворов, 541 житель.
- 1959 год — в деревне Старая Берёзовка 702 жителя, в деревне Новая Берёзовка 423 жителя (согласно переписи).
- 1970 год — 268 дворов, 960 жителей.
- 2004 год — 169 хозяйств, 401 житель.

## Достопримечательность
- Памятник, установленный на братской могиле, в которой похоронено 159 советских воинов.